# 그레천 몰
그레천 몰(Gretchen Mol, 1972년 11월 8일 ~ )은 미국의 배우이다.

## 출연 작품

### 영화
- 라운더스 (1998)
- 셀러브리티 (1998)
- 13층 (1999)
- 악명높은 베티 페이지 (2005)
- 3:10 투 유마 (2007)
- 월터 교수의 마지막 강의 (2015)
- 트루 스토리 (2015)
- 맨체스터 바이 더 씨 (2016)

### 텔레비전
- 보드워크 엠파이어 (2010-14)
- 7초 (2018)